# Le Bruit de mon âme
Albums de Kaaris
Or noir (Part II)
(2013) Double Fuck
(2015)
Singles
1. Se-vrak
Sortie : 25 septembre 2014
2. Comme Gucci Mane
Sortie : 27 octobre 2014
3. 80 ZETREI
Sortie : 8 décembre 2014
4. Magnum
Sortie : 14 janvier 2015
5. Le bruit de mon âme
Sortie : 20 février 2015
6. Crystal (feat. Future)
Sortie : 4 mars 2015
7. Zone de Transit
Sortie : 3 juin 2015
8. Kadirov
Sortie : 12 juin 2015

Le Bruit de mon âme est le deuxième album studio du rappeur français Kaaris sorti le 30 mars 2015 sous le label Therapy Music/Def Jam France.

## Composition et production
Un mois avant la sortie de Or Noir, sorti en Octobre 2013, Kaaris annonce qu'il travaille déjà sur son deuxième album. 
Pour cet album, Kaaris annonce un morceau en collaboration avec la star montante Lacrim. De plus, d'après certaines sources, son projet devrait contenir des collaborations avec d'autres stars internationales, dont le rappeur américain Future, le rappeur/reggaeman Blacko, ainsi que les rappeurs de Sevran Ixzo, Solo Le Mythe et le groupe 13 Block.
Kaaris annonce par ailleurs que la production de cet album sera toujours produite et réalisée par Therapy qui a déjà travaillé avec le rappeur lors de ses premiers projets, dont Or Noir.

## Réception
L'album se vend à 13 609 exemplaires lors de la première semaine d'exploitation. Il a été certifié disque d'or par le SNEP plus d'un an et demi après sa sortie et s'est vendu au total à 100 000 exemplaires en étant par la suite certifié disque de platine.

## Liste des pistes
| No  | Titre                                      | Compositeur(s) | Durée |
| --- | ------------------------------------------ | -------------- | ----- |
| 1.  | Kadirov                                    | Therapy        | 3:07  |
| 2.  | Se-Vrak (Chiraq Remix)                     | Therapy        | 4:14  |
| 3.  | Four                                       | Therapy        | 3:53  |
| 4.  | 80 Zetrei                                  | Therapy        | 4:05  |
| 5.  | El Chapo (featuring Lacrim)                | Therapy        | 5:12  |
| 6.  | Zone de Transit                            | Therapy        | 3:45  |
| 7.  | Trap                                       | Therapy        | 3:53  |
| 8.  | Crystal (featuring Future)                 | Therapy        | 4:53  |
| 9.  | Tripoli                                    | Therapy        | 4:16  |
| 10. | Magnum                                     | Therapy        | 5:05  |
| 11. | Vie sauvage (featuring 13 Block)           | Therapy        | 5:14  |
| 12. | Le Bruit de mon âme                        | Therapy        | 4:27  |
| 13. | Les oiseaux                                | Therapy        | 5:03  |
| 14. | Mentalité cailleras                        | Therapy        | 4:20  |
| 15. | Comme Gucci Mane                           | Therapy        | 4:09  |
| 16. | Voyageur (featuring Blacko)                | Therapy        | 3:00  |
| 17. | Situation (featuring Ixzo & Solo Le Mythe) | Therapy        | 5:09  |
| 18. | Le Temps                                   | Therapy        | 3:37  |

## Crédits et personnels
| - Enregistrement – CasaOne Studio, Paris, France - Ingénieur du son – Mooch - Enregistrement (seulement pour Kadirov, El Chapo, Voyageur) – Studio de la Seine, Paris, France - Ingénieur du son (seulement pour Kadirov, El Chapo, Voyageur) – Nabil, Khoi Huynh - Enregistrement (seulement pour Crystal) - Studio de la Grande Armée, Paris, France - Ingénieur du son (seulement pour Crystal) - Mooch - Lieu de mixage – CasaOne Studio - Paris, France - Mixage audio – Seth Firkins | - Lieu de mixage (seulement Kadirov, El Chapo, Voyageur) – Studio de la Seine, Paris, France - Mixage audio (seulement Kadirov, El Chapo, Voyageur) – Seth Firkins - Lieu de mixage (seulement Crystal) – Studio de la Grande Armée, Paris, France - Mixage audio (seulement Crystal) – Seth Firkins - Studio de mastering – Masterdisk Europe, Paris, Île-de-France, France - Mastering – Eric Chevet - Photographie – Meddy Zoo, Kahina Carina, Audrey Baschet - Graphiste de pochette – Meddy Zoo |

## Clips vidéos
- Se-Vrak : 25 septembre 2014
- Comme Gucci Mane : 27 octobre 2014
- 80 Zetrei : 8 décembre 2014
- Magnum : 14 janvier 2015
- Le Bruit de mon âme : 20 février 2015
- Crystal : 4 mars 2015
- Zone de Transit : 3 juin 2015
- Kadirov : 12 juin 2015

## Classements et certifications

### Classements
| Charts                       | Meilleure position |
| ---------------------------- | ------------------ |
| France (SNEP)                | 4                  |
| Suisse (Schweizer Hitparade) | 22                 |
| Belgique (Flandre Ultratop)  | 188                |
| Belgique (Wallonie Ultratop) | 14                 |

### Certifications et ventes
| Région        | Certification | Ventes/Streams |
| ------------- | ------------- | -------------- |
| France (SNEP) | Platine       | 110 000        |